# Степаньково (Кашинский район)
Степаньково — деревня в Кашинском городском округе Тверской области.

## География
Находится в юго-восточной части Тверской области на расстоянии приблизительно 18 км на восток-юго-восток по прямой от города Кашин на правом берегу речки Нерехта.

## История
Деревня была показана ещё на карте 1825 года. В 1859 году здесь (деревня Кашинского уезда) было учтено 25 дворов, в 1978 — 7. До 2018 года входила в состав ныне упразднённого Карабузинского сельского поселения.

## Население
Численность населения: 132 человека (1859 год), 7 (русские 100 %) в 2002 году, 8 в 2010.